# Dans un jardin qu'on dirait éternel
Pour plus de détails, voir Fiche technique et Distribution.
Dans un jardin qu'on dirait éternel (日日是好日, Nichinichi kore kōjitsu) est un film dramatique japonais réalisé et scénarisé par Tatsushi Ōmori d'après l'essai autobiographique homonyme de Noriko Morishita (ja) publié en 2008.
Sorti au Japon en 2018, il sort en France le 26 août 2020.

## Synopsis
Noriko est une jeune étudiante japonaise peu sûre d'elle qui se destine à une carrière dans l'édition. Recommandée par sa mère, elle va se former à l'art de la cérémonie du thé auprès du professeur Takeda avec sa cousine Michiko. Peu convaincue de l'utilité de ce cérémonial très codifié et lent, elle découvre petit à petit les bienfaits de ces gestes minutieux et va trouver en sa formatrice une figure apaisante et sage. Alors que les années passent, Noriko continue de se battre contre ses doutes et ses échecs, sans délaisser ces moments de paix qu'elle trouve dans la maison de son aînée.

## Fiche technique
Sauf indication contraire, les informations mentionnées dans cette section peuvent être confirmées par la base de données cinématographiques IMDb,  présente dans la section « Liens externes ».
- Titre original : 日日是好日 (Nichinichi kore kōjitsu?)
- Titre français : Dans un jardin qu'on dirait éternel[1]
- Réalisation : Tatsushi Ōmori
- Scénario : Tatsushi Ōmori d'après l'autobiographie de Noriko Morishita (ja)
- Photographie : Kenji Maki
- Montage : Ryō Hayano (ja)
- Musique : Hiroko Sebu (ja)
- Décors : Mitsuo Harada, Genki Horime
- Costumes : Masae Miyamoto
- Producteurs : Tomomi Yoshimura, Ryuji Kanai, Takahiko Kondo
- Société de production : Yoake Pictures
- Format : couleur - 1,85:1 - Son Dolby Digital
- Pays de production :  Japon
- Langue de tournage : japonais
- Genre : drame
- Durée : 100 minutes (1h40)
- Dates de sortie : 
  - Japon : 13 octobre 2018[2]
  - France : 26 août 2020

## Distribution
- Haru Kuroki : Noriko
- Kirin Kiki : Professeur Takeda
- Mikako Tabe : Michiko, la cousine de Noriko
- Mayu Harada : Tadoroko
- Saya Kawamura : Sanae
- Megumi Takizawa : Yumiko
- Mizuki Yamashita : Hitomi
- Fuyuka Kooriyama (ja) : la mère de Noriko
- Chihiro Okamoto : le frère cadet de Noriko
- Shingo Tsurumi : le père de Noriko
- Mayu Tsuruta (ja) : Yukino

## Accueil
Le film fait une entrée plutôt satisfaisante au box-office français avec 3 330 spectateurs en salle le premier jour et 14 026 en cumulant les avant-première, dans un contexte de pandémie de Covid-19 qui touche les cinémas. Au total, il cumule 119 016 entrées.
| Pays         | Nombre d'entrées |
| ------------ | ---------------- |
| France       | 119 016          |
| Corée du Sud | 41 931           |
| Total        | 160 947          |

## Clin d'œil
Le film rend hommage au film La strada de Federico Fellini par la voix du personnage de Noriko : « Une vie sans être émue par ce film ne vaut pas la peine d'être vécue ». Elle ajoute plus tard « Enfant, je n'ai rien compris à La strada de Fellini. Aujourd'hui, je ne peux plus voir ce film sans pleurer ».

## Distinctions

### Récompenses
- 43e édition du Prix Hōchi du cinéma[6],[7] :
  - Meilleur réalisateur pour Tatsushi Ōmori
  - Meilleure actrice dans un second rôle pour Kirin Kiki
- Ljubljana International Film Festival (en) 2019 :
  - Dragon Award du meilleur film (prix du public)[8]

### Sélections
- 42e cérémonie des Japan Academy Prize[9] :
  - Meilleure actrice pour Haru Kuroki
  - Meilleure actrice dans un second rôle pour Kirin Kiki